# Расширение возможностей женщин

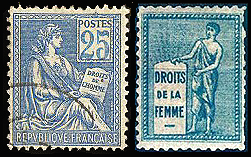
Почтовая марка Франции (тип Мушона, «Права человека» 1900 год) и марка-пародия «Права женщин»

Расширение прав и возможностей женщин (англ. women's empowerment, фр. autonomisation des femmes) — это процесс, направленный на предоставление женщинам большей свободы и контроля над своей жизнью, что позволяет им не только иметь равные права, но и реально принимать участие в общественной, политической и экономической жизни наравне с мужчинами. Предполагает расширение доступа женщин к ресурсам и возможностям (в том числе по принятию решений, важных для их собственной жизни) с целью ликвидации гендерного неравенства и дискриминации женщин.
По мере того, как на протяжении XX века женщины капиталистических и социалистических стран переставали быть домохозяйками, находившимися на обеспечении своих супругов, и становились экономически активными, расширялся объём гарантированных им юридических возможностей (прав). Лишь в конце XX века данный процесс в полной мере стал затрагивать традиционно устроенные общества Азии и Африки.
Индикатором степени интегрированности женщин в общественно-политическую жизнь является доля женщин в высших органах власти. Высокую планку в этом отношении задаёт Исландия, где по состоянию на 2023 год наблюдался полный паритет полов в правительстве, тогда как в парламенте 48% депутатов составляли женщины. В Исландии 2025 года женщины занимали, в частности, следующие должности: президент, премьер-министр, министр иностранных дел, министр юстиции, министр социальных и жилищных дел, министр промышленности, министр здравоохранения, спикер парламента, мэр столицы, глава национальной церкви и ректор крупнейшего университета.

## История женского движения
Исторически движение за предоставление женщинам прав, равных с мужчинами, называлось эмансипацией женщин. Массовое женское движение зародилось в середине XIX века в Западной Европе и вынесло на обсуждение так называемый «женский вопрос». Это общественное движение в пользу расширения прав женщины до полного уравнивания их во всём с мужчинами также называлось феминизмом, однако со временем данный термин приобрёл иное значение. 
Первоначальным экономическим двигателем женского движения послужил спрос на женскую рабочую силу, который сформировался в некоторых отраслях промышленности (текстильной, швейной, чулочной, табачной) после начала промышленной революции, когда усовершенствованные станки сделали фабричный труд женщин экономически выгодным. Женская занятость второй половины XIX века и первой половины XX века характеризовалась вовлечением прежде всего незамужних женщин в малоквалифицированный труд. 
Массовый выход женщин (в том числе замужних) на рынок труда в России произошёл после прихода к власти большевиков, а на Западе — после Второй мировой войны: в 1948 году в США работало 32 % экономически активных женщин, а в 1999 году этот показатель достиг 60 % (среди женщин в возрасте от 15 до 54 лет — 75,4 %). К 1950-м годам половина трудоспособных женщин СССР была вовлечена в общественно-организованный труд, а к концу 1980-х годов их количество составляло уже почти 90 % с учётом учащихся. День солидарности женщин в борьбе за женские права и эмансипацию был объявлен в СССР праздничным (нерабочим). 
По словам Сергея Карпюка, «до сих пор в Оксфорде, Кембридже, американских университетах специально резервируют места для женщин», тогда как в советской гуманитарной науке определённый паритет полов наблюдался уже в середине XX века: например, подсчитано, что из 60 статей, опубликованных московскими учёными в журнале «Вестник древней истории» с 1959 по 1963 годы, мужчинам принадлежало 31 статьи, а женщинам — 29. С другой стороны, в высшем руководстве Советского государства женщины отсутствовали: например, все 18 лет брежневского правления Политбюро состояло исключительно из мужчин. Характерно, что в августе 1917 года женщины составляли более 9% состава ЦК ВКП(б), но после прихода большевиков к власти доля женского представительства в этом органе никогда не поднималась выше 4%.
В XXI веке женщины всё чаще избираются главами государств, а также занимают такие традиционно мужские посты, как, например, министр обороны. Хотя первопроходцем в этом отношении считается британская «железная леди» Маргарет Тэтчер (премьер-министр с 1979 года), индийское правительство женщина — Индира Ганди — возглавила ещё раньше, в 1966 году. Первыми в мире избрали женщину на пост главы государства всенародным голосованием исландцы: в 1980 году на выборах президента этой страны победила Вигдис Финнбогадоуттир.

## Современные тенденции в западных странах
Набрав силу во второй половине 2010-х годов в рамках «четвёртой волны феминизма», движение за расширение не только прав, но и реальных возможностей женщин крайне многообразно по своим проявлениям. В частности, одним из его направлений стала борьба с художественными образами уязвимых и слабых женщин за счёт включения в кинофильмы и телесериалы образов «сильных женщин», ни в чём не уступающих мужчинам. 
Другое популярное в западных странах направление «продвижения женщин» — так называемая позитивная дискриминация, когда за женщинами резервируется определённое число мест в учебном заведении, в парламенте или иной структуре. Так, законы Норвегии и Франции обязывают публичные акционерные общества замещать не менее 40 % мест в корпоративных руководящих органах (советы директоров, наблюдательные советы и т. п.) лицами женского пола.